# Тірітака
Тірітака  — давньогрецьке місто Боспорського царства, засноване на південь від Пантікапею (сучасна Керч) переселенцями з Іонії.

## Історія
Виникла у 2-й половині VI ст. до н. е. як невелике торговельно-хліборобське, ремісниче місто. Територія — близько 4,5 га. Найбільшого економічного розквіту зазнала у I—III століттях, коли стала значним рибозасолювальним і виноробним центром Боспору.
Зруйнована гунами у 4 ст. н. е.
Розкопки міста у 1932–1952 проводив Віктор Гайдукевич. Відкрито залишки оборонних стін і веж, житлових будинків, багато виноробень і рибозасолювальних ванн (особливо цікавим є великий комплекс із 16-ти ванн).
На місці античної Тірітаки нині розташовано Камиш-Бурун (Аршинцево) — південний район сучасного м. Керч.